# 曉夏目
曉夏目（日语：／ Akatsuki Natsume，另譯：曉棗），日本輕小說作家。代表作是《為美好的世界獻上祝福！》。

## 來歷
2012年，以「夏希秀明」為筆名，向第8屆MF文庫J輕小說新人獎提交了本身的第一部作品。然而，他在第二輪選拔中落選。
之後，他開始以「夏希秀明」為用戶名，在小說投稿網站「成為小說家吧」上工作。
2012年8月19日，他發布了《戰鬥員派遣中！》，每部作品的作者姓名都設置為「戰鬥員三號」。本作品於2012年9月10日完結，共68回。
同樣在2012年9月，他發布了，每部作品的作者名字都設定為「開朗的美國人」。後來，他離開了「成為小說家吧」用戶。
過了一段時間，他創建了一個新的用戶名「自宅警備兵」，並再次開始在成為小說家吧工作。
發布。該作品的出版後來被停止。於2013年2月1日重新發布。
2012年12月20日，《為美好的世界獻上祝福！》開始連載。2013年10月21日完結，共124個回。後來宣布出書。
2013年12月10日，《為美好的世界獻上祝福！》出書時，刊登在「成為小說家吧」上該作品的小說被刪除。
2013年3月27日，《為美好的世界獻上祝福！》外傳《面具惡魔看見的夢》在「成為小說家吧」上發表。同作品於2016年4月1日發行，名為《找面具惡魔指點迷津！》已出版成書。
2013年10月1日，《為美好的世界獻上祝福！》一書出版。由角川Sneaker文庫出版，並以曉夏目的名義作為職業小說家出道。
2014年5月2日，曉夏目的第一部作品在本身的部落格上以的名稱發表。
2017年11月1日，《戰鬥員派遣中！》（角川Sneaker文庫）出版。

## 人物
《為美好的世界獻上祝福！》的編輯笹尾明正在接受MANTANWEB採訪時表示，說曉夏目是一位喜歡喝酒的作家。
他非常害怕飛機，他說「我這輩子從來沒有坐過飛機」。由於《為美好的世界獻上祝福！》的成功，他收到了許多來自日本以外地區的邀請，但都因為這個原因而拒絕了。
他對家鄉福井縣有著很深的感情，《為美好的世界獻上祝福！》的故事中出現螃蟹，是因為他想推廣當地的特產——灰眼雪蟹。

## 作品列表

### 小說
- 為美好的世界獻上祝福！（〈角川Sneaker文庫〉，插圖：三黑音，全20冊）[12]
  - 為美好的世界獻上爆焰！（〈角川Sneaker文庫〉，插圖：三嶋黑音，全3冊）[12]
  - 找面具惡魔指點迷津！（〈角川Sneaker文庫〉，插圖：三嶋黑音，全1冊）[12]
  - 續·為美好的世界獻上爆焰！（〈角川Sneaker文庫〉，插圖：三嶋黑音，全2冊）[12]
- 戰鬥員派遣中！（〈角川Sneaker文庫〉，插圖：Kakao Rantan，已出版7冊）[13]

### 漫畫原作
- 萌獸寵物店（《少年Ace》、作畫：真是的助（日语：まったくモー助）、夢，全14冊）

### 其它
- Re:從零開始的異世界生活（動畫預告原文旁白（第18話、第25話））
- 戰鬥員派遣中！（動畫編劇協力（第10話））

## 腳註

## 相關項目
- 日本小說家列表（日语：日本の小説家一覧）
- 輕小說作家列表（日语：ライトノベル作家一覧）

## 外部連結
- 自宅警備兵 （日語）—成為小說家吧官網。投稿作品已被刪除。僅剩下活動報告。
- 曉夏目的X（前Twitter） （日語）
- （日語）—曉夏目的官方個人部落格。
  -  （日語）—《祝福》短篇4冊、全10回重新公開。
  - （已遷移以支援智慧型手機閱覽） （日語）—《祝福》短篇4冊，全6章重新公開。
- （日語）—貼文已刪除。